# Friduš z Linavy
Friduš z Linavy (též Bedřich, Fridrich, Helfrid)  byl moravský šlechtic, který pocházel ze slezského rodu pánů z Linavy. 
Narodil se koncem 13. století a je zmiňován jako loupeživý rytíř v souvislosti s povstáním moravských šlechticů proti králi Janu Lucemburskému. K tomu došlo v roce 1312, kdy se proti králi postavil kníže Mikuláš Opavský, Arkleb z Boskovic a další. Friduš z Linavy držel v té době hrady Račice a Drahans (Drahaus), o čemž se zmiňuje i Zbraslavská kronika. Jan Lucemburský račický hrad dobyl a pobořil. Friduš musel královi přísahat věrnost a zaručili se za něj i přední moravští páni. 
Kromě zmíněných hradů založil protiprávně Friduš z Linavy na území pánů z Drahotuš hrad  Helfštejn, který se však mezi Fridušovými hrady roku 1312 ve Zbraslavské kronice neuvádí. Přesto je však pravděpodobné, že byl králem stejně, jako ostatní hrady, Fridušovi odňat. 
Je zřejmé, že po tomto povstání se Friduš z Linavy polepšil. 29. května 1315 mu zastavil Jan Lucemburský zboží v Čelechovicích. V letech 1318-1326 je Friduš z Linavy uváděn na seznamu biskupských manů na Osoblažsku. V roce 1331 je o něm zmínka jako o dobrodinci dominikánského ženského kláštera v Ratiboři. V roce 1336 se Friduš z Linavy uvádí se svým bratrem Alešem z Linavy  jako majitelé vsi a tvrze Štulbachu (dnes zaniklé). Roku 1349 přepisují bratři Friduš a Vintíř (Gunter) z Linavy a jejich sestra Alžběta z Linavy potomkům vsi Věžky, Bochoř, Běškovice (dnes zaniklá) a Podolí. 